# حكايا النورس المهاجر
حكايا النورس المهاجر هي مجموعة قصصية كتبها الروائي السوري حيدر حيدر. إن القصص تختلف بعضها عن الآخر ولكن جميعها تلقي حكايات عن سكان مدينة صغيرة من خلال لسان رجل اسمه فيّاض الذي يعمل كل شي وكل أحد في تلك المدينة.

## الكتاب كفلم
لقد تم تحول مجموعة القصص القصرة إلى فلم في عام 1972م. وقد فاز الفلم بعدة جوائز منها جائزة مهرجان لوكارنو السينمائي الدولي وجائزة مهرجان كارلوفي فاري السينمائي الدولي وجائزة مهرجان دمشق للسينما الحديثة.